# CXCR2
CXCR2 (англ. C-X-C motif chemokine receptor 2) – білок, який кодується однойменним геном, розташованим у людей на короткому плечі 2-ї хромосоми.  Довжина поліпептидного ланцюга білка становить 360 амінокислот, а молекулярна маса — 40 759.
| 10         |  | 20         |  | 30         |  | 40         |  | 50         |
| ---------- |  | ---------- |  | ---------- |  | ---------- |  | ---------- |
| MEDFNMESDS |  | FEDFWKGEDL |  | SNYSYSSTLP |  | PFLLDAAPCE |  | PESLEINKYF |
| VVIIYALVFL |  | LSLLGNSLVM |  | LVILYSRVGR |  | SVTDVYLLNL |  | ALADLLFALT |
| LPIWAASKVN |  | GWIFGTFLCK |  | VVSLLKEVNF |  | YSGILLLACI |  | SVDRYLAIVH |
| ATRTLTQKRY |  | LVKFICLSIW |  | GLSLLLALPV |  | LLFRRTVYSS |  | NVSPACYEDM |
| GNNTANWRML |  | LRILPQSFGF |  | IVPLLIMLFC |  | YGFTLRTLFK |  | AHMGQKHRAM |
| RVIFAVVLIF |  | LLCWLPYNLV |  | LLADTLMRTQ |  | VIQETCERRN |  | HIDRALDATE |
| ILGILHSCLN |  | PLIYAFIGQK |  | FRHGLLKILA |  | IHGLISKDSL |  | PKDSRPSFVG |
| SSSGHTSTTL |  |            |  |            |  |            |  |            |

A: Аланін

C: Цистеїн

D: Аспарагінова кислота

E: Глутамінова кислота

F: Фенілаланін

G: Гліцин

H: Гістидин

I: Ізолейцин

K: Лізин

L: Лейцин

M: Метіонін

N: Аспарагін

P: Пролін

Q: Глутамін

R: Аргінін

S: Серин

T: Треонін

V: Валін

W: Триптофан

Кодований геном білок за функціями належить до рецепторів, g-білокспряжених рецепторів, білків внутрішньоклітинного сигналінгу, фосфопротеїнів. 
Задіяний у таких біологічних процесах як хемотаксис, поліморфізм. 
Локалізований у клітинній мембрані.